# باشماق (مقاطعة دهغلان)
باشماق (بالفارسية: باشماق) هي قرية تقع في قسم ايلان الجنوبي الريفي (مقاطعة دهغلان) في إيران. يقدر عدد سكانها بـ 1,541 نسمة .